# National Super 8s (2010/2011)
National Super 8s - 33. sezon rozgrywek o mistrzostwo Anglii w sezonie 2010/2011 organizowany przez National Volleyball League (NVL) pod egidą Angielskiego Związku Piłki Siatkowej (ang. English Volleyball Association, EVA). Zainaugurowany został 18 września 2010 roku i trwał do 10 kwietnia 2011 roku. 
W sezonie 2010/2011 żaden angielski klub nie brał udziału w rozgrywkach międzynarodowych.

## System rozgrywek
W fazie zasadniczej 8 drużyn rywalizowało ze sobą systemem kołowym, grając po dwa spotkania. Drużyny z miejsc 1-4 awansowały do Top 4, natomiast drużyny z miejsc 5-8 do Bottom 4. Do drugiej fazy wliczone zostały mecze pomiędzy drużynami w niej uczestniczącymi. W drugiej fazie rozgrywki składały się z trzech turniejów. Mistrzem Anglii został zespół, który w Top 4 zdobył najwięcej punktów.

## Drużyny uczestniczące
| | National Super 8s 2010/2011 |   |
| --- | --------------------------- | - |
| EAG | Malory Eagles               | 1 |
| SHE | Sheffield                   | 2 |
| DOC | London Docklands            | 3 |
| POL | London Polonia              | 4 |
| RIG | Coventry & Warwick Riga     | 5 |
| LNX | London Lynx                 | 6 |
| NOR | Team Northumbria            | 7 |
| | Awans z Division Two        |   |
| LEE | Leeds Carnegie              | 1 |
| Oznaczenia: - kolumna pierwsza – skróty nazw drużyn wpisane na mapie (jeśli ta została zamieszczona), - kolumna trzecia – miejsce zajęte przez daną drużynę w poprzednim sezonie. |                             |   |

## Hale sportowe
| Klub                    | Hala sportowa              | Miasto              |
| ----------------------- | -------------------------- | ------------------- |
| Coventry & Warwick Riga | Alan Higgs Centre          | Coventry            |
| Leeds Carnegie          | Becketts Park              | Leeds               |
| London Docklands        | Haverstock School          | Londyn              |
| London Lynx             | Whitechapel Sports Centre  | Londyn              |
| London Polonia          | Saint Benedict's School    | Londyn              |
| Malory Eagles           | Ernest Bevin Sports Centre | Londyn              |
| Sheffield               | All Saints Sports Centre   | Sheffield           |
| Team Northumbria        | Sports Central             | Newcastle upon Tyne |

## Faza zasadnicza

### Tabela wyników
| Gospodarz \ Gość1       | EAG | SHE | DOC | POL | RIG | LNX | NOR | LEE |
| Malory Eagles           |     | 0:3 | 3:0 | 2:3 | 3:0 | 3:0 | 3:2 | 2:3 |
| Sheffield               | 3:1 |     | 2:3 | 3:0 | 3:1 | 3:0 | 3:0 | 3:1 |
| London Docklands        | 0:3 | 1:3 |     | 0:3 | 3:2 | 0:3 | 0:3 | 3:2 |
| London Polonia          | 3:0 | 3:1 | 3:0 |     | 3:1 | 3:0 | 3:1 | 1:3 |
| Coventry & Warwick Riga | 0:3 | 2:3 | 3:0 | 1:3 |     | 3:0 | 3:2 | 0:3 |
| London Lynx             | 0:3 | 0:3 | 3:2 | 1:3 | 3:0 |     | 1:3 | 3:1 |
| Team Northumbria        | 1:3 | 0:3 | 3:2 | 3:1 | 3:0 | 3:1 |     | 1:3 |
| Leeds Carnegie          | 1:3 | 3:0 | 3:0 | 3:0 | 3:1 | 3:1 | 3:1 |     |

Źródło: 
1 Drużyna gospodarzy jest wymieniona po lewej stronie tabeli.
Kolory:
  zwycięstwo gospodarzy 3:0 lub 3:1
  zwycięstwo gospodarzy 3:2
  zwycięstwo gości 3:0 lub 3:1
  zwycięstwo gości 3:2

### Terminarz i wyniki spotkań
|  |  | 1. KOLEJKA |  |
|  |  | ---------- |  |

| 26.09.2010 | London Lynx             | 3:0 (25:20, 25:22, 25:22)              | Coventry & Warwick Riga |
| 25.09.2010 | Team Northumbria        | 1:3 (20:25, 26:24, 19:25, 22:25)       | Leeds Carnegie          |
| 25.09.2010 | Sheffield               | 3:0 (25:18, 25:16, 25:18)              | London Polonia          |
| 25.09.2010 | Malory Eagles           | 3:0 (25:23, 25:16, 25:19)              | London Docklands        |
|            |                         | 2. KOLEJKA                             |                         |
| 02.10.2010 | Leeds Carnegie          | 3:1 (25:23, 25:13, 23:25, 25:13)       | London Lynx             |
| 03.10.2010 | London Polonia          | 3:1 (27:25, 14:25, 25:22, 25:21)       | Team Northumbria        |
| 02.10.2010 | Coventry & Warwick Riga | 0:3 (20:25, 16:25, 18:25)              | Malory Eagles           |
| 02.10.2010 | London Docklands        | 1:3 (25:18, 23:25, 24:26, 17:25)       | Sheffield               |
|            |                         | 3. KOLEJKA                             |                         |
| 10.10.2010 | London Lynx             | 1:3 (12:25, 26:28, 25:20, 24:26)       | London Polonia          |
| 09.10.2010 | Team Northumbria        | 0:3 (17:25, 20:25, 18:25)              | Sheffield               |
| 09.10.2010 | Malory Eagles           | 2:3 (25:0, 25:0, 28:30, 21:25, 14:16)  | Leeds Carnegie          |
| 13.11.2010 | Coventry & Warwick Riga | 3:0 (25:18, 25:19, 25:17)              | London Docklands        |
|            |                         | 4. KOLEJKA                             |                         |
| 23.10.2010 | Sheffield               | 3:0 (25:10, 26:24, 25:15)              | London Lynx             |
| 23.10.2010 | London Polonia          | 3:0 (25:21, 27:25, 25:16)              | Malory Eagles           |
| 23.10.2010 | Leeds Carnegie          | 3:1 (25:18, 25:18, 17:25, 25:17)       | Coventry & Warwick Riga |
| 23.10.2010 | London Docklands        | 0:3 (20:25, 22:25, 23:25)              | Team Northumbria        |
|            |                         | 5. KOLEJKA                             |                         |
| 24.10.2010 | London Lynx             | 1:3 (19:25, 25:16, 19:25, 27:29)       | Team Northumbria        |
| 30.10.2010 | Malory Eagles           | 0:3 (21:25, 21:25, 20:25)              | Sheffield               |
| 30.10.2010 | Coventry & Warwick Riga | 1:3 (24:26, 17:25, 30:28, 16:25)       | London Polonia          |
| 30.10.2010 | Leeds Carnegie          | 3:0 (26:24, 25:17, 25:13)              | London Docklands        |
|            |                         | 6. KOLEJKA                             |                         |
| 20.11.2010 | Team Northumbria        | 1:3 (21:25, 25:16, 22:25, 19:25)       | Malory Eagles           |
| 20.11.2010 | Sheffield               | 3:1 (19:25, 25:23, 25:19, 25:23)       | Coventry & Warwick Riga |
| 20.11.2010 | London Polonia          | 1:3 (22:25, 21:25, 25:18, 20:25)       | Leeds Carnegie          |
| 20.11.2010 | London Docklands        | 0:3 (19:25, 22:25, 15:25)              | London Lynx             |
|            |                         | 7. KOLEJKA                             |                         |
| 27.11.2010 | Malory Eagles           | 3:0 (25:11, 25:19, 25:19)              | London Lynx             |
| 27.11.2010 | Coventry & Warwick Riga | 3:2 (23:25, 23:25, 25:19, 25:23, 15:7) | Team Northumbria        |
| 27.11.2010 | Leeds Carnegie          | 3:0 (27:25, 27:25, 25:20)              | Sheffield               |
| 27.11.2010 | London Polonia          | 3:0 (25:17, 25:19, 25:23)              | London Docklands        |

|  |  | 8. KOLEJKA |  |
|  |  | ---------- |  |

| 11.12.2010 | Coventry & Warwick Riga | 3:0 (25:22, 25:22, 25:22)               | London Lynx             |
| 11.12.2010 | Leeds Carnegie          | 3:1 (19:25, 25:18, 32:30, 25:15)        | Team Northumbria        |
| 11.12.2010 | London Polonia          | 3:1 (25:16, 25:19, 21:25, 25:21)        | Sheffield               |
| 11.12.2010 | London Docklands        | 0:3 (21:25, 18:25, 14:25)               | Malory Eagles           |
|            |                         | 9. KOLEJKA                              |                         |
| 16.01.2011 | London Lynx             | 3:1 (12:25, 25:21, 28:26, 25:21)        | Leeds Carnegie          |
| 15.01.2011 | Team Northumbria        | 3:1 (21:25, 25:18, 25:23, 25:20)        | London Polonia          |
| 15.01.2011 | Malory Eagles           | 3:0 (25:17, 25:15, 26:24)               | Coventry & Warwick Riga |
| 15.01.2011 | Sheffield               | 2:3 (25:20, 41:39, 23:25, 24:26, 13:15) | London Docklands        |
|            |                         | 10. KOLEJKA                             |                         |
| 22.01.2011 | London Polonia          | 3:0 (26:24, 25:17, 25:21)               | London Lynx             |
| 22.01.2011 | Sheffield               | 3:0 (25:18, 25:23, 25:23)               | Team Northumbria        |
| 22.01.2011 | Leeds Carnegie          | 1:3 (25:17, 17:25, 22:25, 22:25)        | Malory Eagles           |
| 22.01.2011 | London Docklands        | 3:2 (23:25, 25:19, 25:19, 21:25, 15:9)  | Coventry & Warwick Riga |
|            |                         | 11. KOLEJKA                             |                         |
| 30.01.2011 | London Lynx             | 0:3 (21:25, 13:25, 22:25)               | Sheffield               |
| 29.01.2011 | Malory Eagles           | 2:3 (25:20, 19:25, 25:22, 16:25, 13:15) | London Polonia          |
| 29.01.2011 | Coventry & Warwick Riga | 0:3 (20:25, 16:25, 13:25)               | Leeds Carnegie          |
| 29.01.2011 | Team Northumbria        | 3:2 (19:25, 25:19, 25:23, 21:25, 15:11) | London Docklands        |
|            |                         | 12. KOLEJKA                             |                         |
| 19.02.2011 | Team Northumbria        | 3:1 (22:25, 25:13, 25:23, 25:18)        | London Lynx             |
| 19.02.2011 | Sheffield               | 3:1 (21:25, 25:20, 25:20, 25:19)        | Malory Eagles           |
| 19.02.2011 | London Polonia          | 3:1 (23:25, 27:25, 25:22, 25:23)        | Coventry & Warwick Riga |
| 19.02.2011 | London Docklands        | 3:2 (26:24, 25:22, 18:25, 21:25, 15:3)  | Leeds Carnegie          |
|            |                         | 13. KOLEJKA                             |                         |
| 05.03.2011 | Malory Eagles           | 3:2 (18:25, 25:20, 28:30, 25:17, 15:10) | Team Northumbria        |
| 05.03.2011 | Coventry & Warwick Riga | 2:3 (23:25, 26:24, 15:25, 25:20, 8:15)  | Sheffield               |
| 05.03.2011 | Leeds Carnegie          | 3:0 (25:21, 25:23, 25:10)               | London Polonia          |
| 05.03.2011 | London Lynx             | 3:2 (25:19, 22:25, 16:25, 25:20, 15:12) | London Docklands        |
|            |                         | 14. KOLEJKA                             |                         |
| 20.03.2011 | London Lynx             | 0:3 (24:26, 14:25, 23:25)               | Malory Eagles           |
| 12.03.2011 | Team Northumbria        | 3:0 (25:22, 25:20, 25:22)               | Coventry & Warwick Riga |
| 07.11.2011 | Sheffield               | 3:1 (28:26, 18:25, 25:23, 25:23)        | Leeds Carnegie          |
| 12.03.2011 | London Docklands        | 0:3 (21:25, 11:25, 21:25)               | London Polonia          |

### Tabela fazy zasadniczej
| Lp. | Drużyna                 | Pkt | Mecze | Mecze | Mecze | Rodzaj wyniku | Rodzaj wyniku | Rodzaj wyniku | Rodzaj wyniku | Rodzaj wyniku | Rodzaj wyniku | Sety | Sety | Sety | Małe punkty | Małe punkty | Małe punkty |
| Lp. | Drużyna                 | Pkt | M     | W     | P     | 3:0           | 3:1           | 3:2           | 2:3           | 1:3           | 0:3           | wyg. | prz. | +/–  | zdob.       | str.        | +/–         |
| --- | ----------------------- | --- | ----- | ----- | ----- | ------------- | ------------- | ------------- | ------------- | ------------- | ------------- | ---- | ---- | ---- | ----------- | ----------- | ----------- |
| 1   | Sheffield               | 34  | 14    | 11    | 3     | 6             | 4             | 1             | 1             | 1             | 1             | 36   | 15   | +21  | 1217        | 1095        | +122        |
| 2   | Leeds Carnegie          | 31  | 14    | 10    | 4     | 4             | 5             | 1             | 1             | 3             | 0             | 35   | 19   | +16  | 1234        | 1138        | +96         |
| 3   | London Polonia          | 30  | 14    | 10    | 4     | 4             | 5             | 1             | 0             | 2             | 2             | 32   | 19   | +13  | 1180        | 1116        | +64         |
| 4   | Malory Eagles           | 29  | 14    | 9     | 5     | 6             | 2             | 1             | 2             | 1             | 2             | 32   | 19   | +13  | 1165        | 1032        | +133        |
| 5   | Team Northumbria        | 20  | 14    | 6     | 8     | 2             | 3             | 1             | 2             | 4             | 2             | 26   | 29   | −3   | 1218        | 1241        | −23         |
| 6   | London Lynx             | 12  | 14    | 4     | 10    | 2             | 1             | 1             | 0             | 4             | 6             | 16   | 33   | −17  | 1016        | 1156        | −140        |
| 7   | Coventry & Warwick Riga | 11  | 14    | 3     | 11    | 2             | 0             | 1             | 2             | 4             | 5             | 17   | 35   | −18  | 1092        | 1203        | −111        |
| 8   | London Docklands        | 11  | 14    | 3     | 11    | 0             | 0             | 3             | 2             | 1             | 8             | 14   | 39   | −25  | 1084        | 1225        | −141        |

Źródło: 
Punktacja: zwycięstwo – 3 pkt, porażka 2:3 – 1 pkt, porażki 1:3 i 0:3 – 0 pkt
Zasady ustalania kolejności: 1. liczba punktów; 2. bilans setów; 3. bilans małych punktów; 4. bilans w bezpośrednich meczach
     Grupa 1-4
     Grupa 5-8

## Faza play-off

### Grupa 1-4

#### Tabela wyników
| Gospodarz \ Gość1 | SHE | LEE | POL | EAG |
| Sheffield         |     | 3:0 | 2:3 | 2:3 |
| Leeds Carnegie    | 3:2 |     | 0:3 | 3:0 |
| London Polonia    | 3:1 | 3:2 |     | 2:3 |
| Malory Eagles     | 3:0 | 3:0 | 0:3 |     |

Źródło: 
1 Drużyna gospodarzy jest wymieniona po lewej stronie tabeli.
Kolory:
  zwycięstwo gospodarzy 3:0 lub 3:1
  zwycięstwo gospodarzy 3:2
  zwycięstwo gości 3:0 lub 3:1
  zwycięstwo gości 3:2

#### Terminarz i wyniki spotkań
|  |  | 1. KOLEJKA |  |
|  |  | ---------- |  |

| 26.03.2011 | London Polonia | 3:1 (26:28, 28:26, 27:25, 25:19)        | Sheffield      |
| 26.03.2011 | Malory Eagles  | 3:0 (25:21, 25:20, 25:19)               | Leeds Carnegie |
|            |                | 2. KOLEJKA                              |                |
| 26.03.2011 | Sheffield      | 2:3 (25:22, 21:25, 21:25, 25:18, 13:15) | Malory Eagles  |
| 26.03.2011 | Leeds Carnegie | 0:3 (16:25, 22:25, 23:25)               | London Polonia |
|            |                | 3. KOLEJKA                              |                |
| 03.04.2011 | Leeds Carnegie | 3:0 (25:14, 27:25, 25:20)               | Malory Eagles  |
| 03.04.2011 | London Polonia | 3:2 (22:25, 25:23, 19:25, 27:25, 15:10) | Sheffield      |
|            |                | 4. KOLEJKA                              |                |
| 03.04.2011 | London Polonia | 2:3 (23:25, 25:21, 22:25, 27:25, 13:15) | Malory Eagles  |
| 03.04.2011 | Sheffield      | 3:0 (25:21, 25:20, 25:23)               | Leeds Carnegie |
|            |                | 5. KOLEJKA                              |                |
| 10.04.2011 | London Polonia | 3:0 (25:14, 25:22, 25:23)               | Malory Eagles  |
| 10.04.2011 | Sheffield      | 2:3 (16:25, 25:19, 19:25, 25:22, 11:15) | Leeds Carnegie |
|            |                | 6. KOLEJKA                              |                |
| 10.04.2011 | Leeds Carnegie | 2:3 (21:25, 18:25, 31:29, 25:17, 12:15) | London Polonia |
| 10.04.2011 | Malory Eagles  | 3:0 (25:19, 25:22, 25:20)               | Sheffield      |

#### Tabela
| Lp. | Drużyna        | Pkt | Mecze | Mecze | Mecze | Rodzaj wyniku | Rodzaj wyniku | Rodzaj wyniku | Rodzaj wyniku | Rodzaj wyniku | Rodzaj wyniku | Sety | Sety | Sety | Małe punkty | Małe punkty | Małe punkty |
| Lp. | Drużyna        | Pkt | M     | W     | P     | 3:0           | 3:1           | 3:2           | 2:3           | 1:3           | 0:3           | wyg. | prz. | +/–  | zdob.       | str.        | +/–         |
| --- | -------------- | --- | ----- | ----- | ----- | ------------- | ------------- | ------------- | ------------- | ------------- | ------------- | ---- | ---- | ---- | ----------- | ----------- | ----------- |
| 1   | London Polonia | 25  | 12    | 8     | 4     | 3             | 2             | 3             | 1             | 1             | 2             | 27   | 20   | +7   | 1059        | 1028        | +31         |
| 2   | Leeds Carnegie | 19  | 12    | 6     | 6     | 3             | 1             | 2             | 1             | 2             | 3             | 22   | 23   | −1   | 942         | 986         | −44         |
| 3   | Sheffield      | 18  | 12    | 5     | 7     | 3             | 2             | 0             | 3             | 2             | 2             | 23   | 23   | 0    | 1058        | 1041        | +17         |
| 4   | Malory Eagles  | 17  | 12    | 5     | 7     | 2             | 1             | 2             | 2             | 1             | 4             | 20   | 26   | −6   | 1009        | 1013        | −4          |

Źródło: 
Punktacja: zwycięstwo – 3 pkt, porażka 2:3 – 1 pkt, porażki 1:3 i 0:3 – 0 pkt
Zasady ustalania kolejności: 1. liczba punktów; 2. bilans setów; 3. bilans małych punktów; 4. bilans w bezpośrednich meczach

### Grupa 5-8

#### Tabela wyników
| Gospodarz \ Gość1       | NOR | LNX | RIG | DOC |
| Team Northumbria        |     | 3:2 | 3:2 | 2:3 |
| London Lynx             | 1:3 |     | 1:3 | 3:0 |
| Coventry & Warwick Riga | 1:3 | 3:0 |     | 3:0 |
| London Docklands        | 0:3 | 3:1 | 0:3 |     |

Źródło: 
1 Drużyna gospodarzy jest wymieniona po lewej stronie tabeli.
Kolory:
  zwycięstwo gospodarzy 3:0 lub 3:1
  zwycięstwo gospodarzy 3:2
  zwycięstwo gości 3:0 lub 3:1
  zwycięstwo gości 3:2

#### Terminarz i wyniki spotkań
|  |  | 1. KOLEJKA |  |
|  |  | ---------- |  |

| 27.03.2011 | Team Northumbria        | 2:3 (25:16, 21:25, 25:22, 24:26, 5:15)  | London Docklands        |
| 27.03.2011 | Coventry & Warwick Riga | 3:0 (25:17, 25:12, 25:11)               | London Lynx             |
|            |                         | 2. KOLEJKA                              |                         |
| 27.03.2011 | London Lynx             | 1:3 (18:25, 25:21, 18:25, 22:25)        | Team Northumbria        |
| 27.03.2011 | London Docklands        | 0:3 (22:25, 17:25, 18:25)               | Coventry & Warwick Riga |
|            |                         | 3. KOLEJKA                              |                         |
| 02.04.2011 | London Lynx             | 2:3 (21:25, 18:25, 25:16, 25:22, 11:15) | Team Northumbria        |
| 02.04.2011 | Coventry & Warwick Riga | 3:0 (25:17, 25:17, 25:20)               | London Docklands        |
|            |                         | 4. KOLEJKA                              |                         |
| 02.04.2011 | London Docklands        | 3:1 (16:25, 25:17, 25:19, 25:18)        | London Lynx             |
| 02.04.2011 | Coventry & Warwick Riga | 1:3 (16:25, 25:16, 21:25, 21:25)        | Team Northumbria        |
|            |                         | 5. KOLEJKA                              |                         |
| 10.04.2011 | London Lynx             | 3:0 (25:18, 25:20, 25:12)               | London Docklands        |
| 10.04.2011 | Team Northumbria        | 3:2 (24:26, 25:23, 19:25, 25:21, 15:9)  | Coventry & Warwick Riga |
|            |                         | 6. KOLEJKA                              |                         |
| 10.04.2011 | London Docklands        | 0:3 (23:25, 22:25, 21:25)               | Team Northumbria        |
| 10.04.2011 | Coventry & Warwick Riga | 3:1 (25:23, 20:25, 27:25, 25:20)        | London Lynx             |

#### Tabela
| Lp. | Drużyna                 | Pkt | Mecze | Mecze | Mecze | Rodzaj wyniku | Rodzaj wyniku | Rodzaj wyniku | Rodzaj wyniku | Rodzaj wyniku | Rodzaj wyniku | Sety | Sety | Sety | Małe punkty | Małe punkty | Małe punkty |
| Lp. | Drużyna                 | Pkt | M     | W     | P     | 3:0           | 3:1           | 3:2           | 2:3           | 1:3           | 0:3           | wyg. | prz. | +/–  | zdob.       | str.        | +/–         |
| --- | ----------------------- | --- | ----- | ----- | ----- | ------------- | ------------- | ------------- | ------------- | ------------- | ------------- | ---- | ---- | ---- | ----------- | ----------- | ----------- |
| 1   | Team Northumbria        | 32  | 12    | 10    | 2     | 3             | 4             | 3             | 2             | 0             | 0             | 34   | 16   | +18  | 1119        | 1052        | +67         |
| 2   | Coventry & Warwick Riga | 23  | 12    | 7     | 5     | 5             | 1             | 1             | 2             | 1             | 2             | 26   | 18   | +8   | 996         | 921         | +75         |
| 3   | London Lynx             | 13  | 12    | 4     | 8     | 3             | 0             | 1             | 1             | 5             | 2             | 19   | 26   | −7   | 958         | 1001        | −43         |
| 4   | London Docklands        | 11  | 12    | 3     | 9     | 0             | 1             | 2             | 2             | 0             | 7             | 13   | 32   | −19  | 910         | 1009        | −99         |

Źródło: 
Punktacja: zwycięstwo – 3 pkt, porażka 2:3 – 1 pkt, porażki 1:3 i 0:3 – 0 pkt
Zasady ustalania kolejności: 1. liczba punktów; 2. bilans setów; 3. bilans małych punktów; 4. bilans w bezpośrednich meczach
     baraże
     spadek do Division One

## Klasyfikacja końcowa
| Lp. | Drużyna                 |
| --- | ----------------------- |
| 1   | London Polonia          |
| 2   | Leeds Carnegie          |
| 3   | Sheffield               |
| 4   | Malory Eagles           |
| 5   | Team Northumbria        |
| 6   | Coventry & Warwick Riga |
| 7   | London Lynx             |
| 8   | London Docklands        |

| Mistrzostwo              |
| ------------------------ |
| London Polonia           |
| Puchar                   |
| Sheffield                |
| Spdaek do Division One   |
| London Docklands         |
| Awans z Division One     |
| University of Birmingham |

## Statystyki, varia
| Kolejka | Sety | Średnio na mecz | Małe punkty | Średnio na set |
| ------- | ---- | --------------- | ----------- | -------------- |
| 1       | 13   | 3,25            | 585         | 45,00          |
| 2       | 15   | 3,75            | 668         | 44,53          |
| 3       | 15   | 3,75            | 629         | 41,93          |
| 4       | 13   | 3,25            | 574         | 44,15          |
| 5       | 14   | 3,50            | 643         | 45,93          |
| 6       | 15   | 3,75            | 674         | 44,93          |
| 7       | 14   | 3,50            | 617         | 44,07          |
| 8       | 14   | 3,50            | 635         | 45,36          |
| 9       | 16   | 4,00            | 748         | 46,75          |
| 10      | 15   | 3,75            | 661         | 44,07          |
| 11      | 16   | 4,00            | 668         | 41,75          |
| 12      | 17   | 4,25            | 755         | 44,41          |
| 13      | 18   | 4,50            | 752         | 41,78          |
| 14      | 13   | 3,25            | 597         | 45,92          |
| Razem   | 208  | 3,71            | 9206        | 44,26          |

| Kolejka | Sety | Średnio na mecz | Małe punkty | Średnio na set |
| ------- | ---- | --------------- | ----------- | -------------- |
| 1       | 7    | 3,50            | 339         | 48,43          |
| 2       | 8    | 4,00            | 346         | 43,25          |
| 3       | 8    | 4,00            | 352         | 44,00          |
| 4       | 8    | 4,00            | 360         | 45,00          |
| 5       | 8    | 4,00            | 336         | 42,00          |
| 6       | 8    | 4,00            | 354         | 44,25          |
| Razem   | 47   | 3,92            | 2087        | 44,40          |

| Kolejka | Sety | Średnio na mecz | Małe punkty | Średnio na set |
| ------- | ---- | --------------- | ----------- | -------------- |
| 1       | 8    | 4,00            | 319         | 39,88          |
| 2       | 7    | 3,50            | 311         | 44,43          |
| 3       | 8    | 4,00            | 332         | 41,50          |
| 4       | 8    | 4,00            | 344         | 43,00          |
| 5       | 8    | 4,00            | 337         | 42,13          |
| 6       | 7    | 3,50            | 331         | 47,29          |
| Razem   | 46   | 3,83            | 1974        | 42,91          |